# Charte
Les chartes sont des actes signés par un ou plusieurs acteurs pour définir un objectif et parfois des moyens communs.
Le terme de charte est la dénomination d'un instrument de droit souple.
Les chartes sont de natures variées :
- les chartes royales, par exemple la Grande Charte de Jean sans Terre en 1215, ou la Charte constitutionnelle de 1814 ;
- les chartes de franchise ;
- les chartes de commune ;
- les chartes d'entreprise, notamment des chartes de qualité de produit ou de service, de respect des délais. Les chartes ont en général une valeur juridique, mais ce n'est pas toujours le cas pour les chartes d'entreprise ;

- des chartes concernant les bonnes pratiques régissant par exemple les pratiques professionnelles du personnel soignant ou accompagnant des personnes vulnérables (enfants, handicapés, personnes âgées, malades hospitalisés) ;

- les chartes de fondation précisent les conditions de création d'un bâtiment civil (palais par exemple), militaire ou religieux (abbaye par exemple), d'une ville (bastide par exemple), d'une société ou d'une association.

## Étymologie
Le terme de chartre apparaît vers le XIe siècle en ancien français. Quant à charte, il s'agit d'une réfection tardive de l'ancien français chartre, issu du latin classique chartula « petit écrit », en bas latin et latin médiéval « acte, document ». Chartula est un dérivé du latin classique charta qui a signifié initialement « feuille de papyrus préparée pour recevoir l'écriture ».

## Histoire
La charte de Louis le Pieux est une charte de 819 de l'empereur carolingien Louis le Pieux, roi des Francs, confirmant l'immunité (domaine) de l'abbaye Saint-Bavon de Gand, après la mort de son père Charlemagne en 814 à Aix-la-Chapelle. Elle est le document administratif le plus ancien (1200 ans) relatif au territoire belge qui soit conservé de façon intacte. Elle est gardée aux Archives de l'État .
La floraison des chartes entre le XIe siècle et le XIVe siècle, est liée à l'essor des usages de l'écrit, des institutions judiciaires et des droits écrits.
La charte est ainsi le texte juridique par excellence de l'Ancien Régime.
Fondée par Louis XVIII, l'École nationale des chartes est l'établissement public français d'enseignement supérieur pour l'étude de ces actes, et forme le personnel scientifique des archives et des bibliothèques.

### Les chartes constitutionnelles britanniques
La Grande Charte d'Angleterre (Magna Carta), qui est la base des libertés anglaises, fut signée en 1215 par Jean sans Terre et confirmée en 1264 par son fils Henri III.

### Les colonies à chartes britanniques
Il s'agit de colonies dont le statut dépend de chartes octroyées par la couronne d'Angleterre. Cette charte définit les règles politiques de la colonie. Rhode Island, le Connecticut ou encore le Massachusetts ont été des colonies à chartes. Elles ont joui de la plus grande autonomie du fait de l'existence de corps constitués. Le gouverneur et les principaux administrateurs (comme le lieutenant-gouverneur) sont élus par une assemblée coloniale.

### Les chartes constitutionnelles françaises
Au lendemain de la Révolution française et du Premier Empire, Louis XVIII rédige la nouvelle constitution du Royaume, en lui donnant le nom de charte, pour éviter celui de constitution, jugé trop révolutionnaire : c'est la Charte constitutionnelle du 4 juin 1814.
Le roi Charles X promulgue le 25 juillet 1830 les Ordonnances de Juillet (ou Ordonnances de Saint-Cloud). La première ordonnance rétablit la censure et l'autorisation préalable de publication. La réaction des opposants, avec à leur tête le journaliste Adolphe Thiers, à ce qu'ils considèrent comme une violation des principes de liberté d'expression de la Charte de 1814 provoque la révolution de Juillet 1830 (« Trois Glorieuses »).
Louis-Philippe Ier révisera cette charte par la Charte constitutionnelle du 14 août 1830 pour fonder la monarchie de Juillet.

## Les chartes dans le droit contemporain
Une charte est l'ensemble de règles et principes fondamentaux d'une institution. Voir notamment la Charte des Nations unies.

### Canada (Québec)
Au Québec et au Canada, les chartes désignent soit une partie de la Constitution canadienne semblable au Bill of Rights américain (Charte canadienne des droits et libertés), soit une loi d'une importance particulière (au Québec, Charte des droits et libertés de la personne). Toutes les lois se doivent de respecter les chartes en vigueur, sous peine d'être déclarées sans effet par les tribunaux.

### États-Unis
Aux États-Unis, il s'agit d'un texte qui confère à une ville, ou à moindre échelle à une université, certains droits. Un charter peut également comprendre un prêt d'argent.

### France
En France, une charte peut être un document officiel (parfois à valeur constitutionnelle comme la Charte de l'environnement) ou un simple engagement volontaire du ou des signataire(s), qui affirme des valeurs, des principes ou des règles. On trouve par exemple :
- la charte de développement du pays, relative aux « Conditions d'élaboration, d'approbation et de mise en œuvre des chartes de développement du pays »[6]
- les chartes de la participation citoyenne, mises en place par des collectivités territoriales pour favoriser la participation à la vie de la cité Répertoire de chartes de collectivités
- la charte de la déconcentration (déconcentration des décisions administratives individuelles, vers les services déconcentrés de l’État notamment)
- la charte d'un parc naturel régional en France
- la charte de la personne hospitalisée
- la charte de place portuaire
- la charte départementale de prévention des expulsions
- la charte forestière de territoire (code forestier, art. L. 12)
- la charte intercommunale de développement et d'aménagement[7]
- la charte intercommunale du logement
- la charte Marianne
- la charte de la langue française
- la charte de la mutualité
- les chartes de gestion des fichiers de Dessin Assisté par Ordinateur
- la charte de la diversité en entreprise...
- la charte de la laïcité à l'école

Il existe aussi des outils de suivi de chartes (ex. : comité de suivi de la charte pour une prévisibilité du service public de transport en période de perturbations).
L'École nationale des chartes, au sein de la Sorbonne, a pour vocation la formation des conservateurs du patrimoine écrit.

## Charte éthique de l'ingénieur
En France, il existe une charte de l'ingénieur et du scientifique responsables qui précise les devoirs de l'ingénieur et du scientifique responsables, en tant que personnes individuelles, en tant que membres d'un collectif de travail, et en tant que membres de la société tout entière.